# Agustín Almeyda
Agustín Ignacio Almeida Huerta (n. 30 de octubre de 1991) es un cantautor  argentino.
Padre: Fabián Eduardo Almeida Huerta.
Madre: Claudia Miranda
Hermanas: María Florencia Alemida Huerta. María Carolina Almeida Huerta. María Belén Almeida Huerta.

## Carrera

### 1993-2004
Agustín tiene una pasión que lo acompaña desde el día que nació, la música. A los 2 años acompañaba a su papá Fabián, que con sus amigos Adrián Catena y Waly Pisapia hacían shows en la Costa Atlántica. Así fue como a los 5 años entró por primera vez a un estudio de grabación junto a su hermana Florencia para grabar a dúo el tema «Alma, corazón y vida». En marzo de 2003, y luego de atravesar varios castings, ingresó a la Banda de Cantaniño, programa de Telefé donde se consagró ganador y formó parte del trío Mercurio. Meses más tarde, y en el mismo canal, integró el programa Guinzburg & Kids, donde se desempeñó como guitarrista y cantante. En ese ámbito conoció a Julián Baglietto, hijo del reconocido cantante Juan Carlos Baglietto. Se hicieron amigos y descubrieron sus ganas de tocar juntos. También se les une Lulo Vitale, el hijo de Lito Vitale. El resultado es Vértigo Periférico, considerada la banda más joven del rock nacional. A fines de 2004 el trío debuta en La Vaca Profana con una gran cobertura de prensa. Al año siguiente continuaron trabajando intensamente, con shows destacados como el que dieron junto al grupo Árbol en el club Ciudad.

### 2005-2008
En agosto de 2005, Agustín regresó a la competencia musical participando del programa de televisión llamado Showmatch, donde se consagró ganador del Especial Melódico, interpretando la canción «Let It Be» de The Beatles. Apenas un mes más tarde, Agustín comenzó a trabajar en lo que sería su disco debut como solista. El resultado de meses de arduo trabajo en el estudio fueron las once canciones que finalmente integran Buscando mi destino, editado en 2007. El primer corte de difusión es «Nunca más», que curiosamente es el tema más "viejo" porque fue compuesto hace cinco años por el padre de Agustín(Fabian Almeyda). Es una canción que Agustín solía tocar en los shows del trío Vértigo Periférico. Otro tema destacado es «Tengo que empezar otra vez», versión en castellano de «Untitled (How Could This Happen to Me?)» de Simple Plan, una de las bandas favoritas del joven cantante. Buscando mi destino fue grabado en los estudios Rana Records y Dóberman Records, con producción de Luis Darta Sarmiento y Walter Pisapia. En la consola estuvieron Mario Breuer, Marcelo DiGregorio y Andrés Breuer. Fue mezclado en Miami por Javier Garza y masterizado por Mike Couzzi. En 2008 se lanzó la reedición de este disco.

### 2009-2011
En 2009, Agustín Almeyda presentó su segunda producción discográfica homónima, compuesta por 12 canciones.

### 2012
En noviembre de 2012 realizó un show donde festejó sus 21 años y 5 años de carrera, en el Teatro Astros, Buenos Aires.

### 2014
Finalizó de grabar su 3.er disco bajo la producción del Chino Asencio.

### 2015 - Actualmente
Hizo una gira por Argentina junto a Noel Schajris, presentó su nuevo disco con varios shows por Buenos Aires y ahora está preparándose para una nueva etapa, más adulta con nuevos estilos.

## Discografía
- 2007: Buscando mi destino

Algo debo hacer. 
Buscando mi destino.
Como tus ojos.
Volverás.
Hasta poder alcanzarte.
Que tienes tu.
Nunca más.
A través de tus ojos.
Tengo que empezar otra vez.
Estrella de mar.
En ti.
- 2008:  Buscando Mi Destino Reedición

Algo debo hacer. 
Buscando mi destino.
Como tus ojos.
Volverás.
Hasta poderte alcanzar.
Que tiene tu.
Nunca más.
A través de tus ojos.
Tengo que empezar otra vez.
Estrella de mar.
En ti.
Estar mejor.
- 2009: Agustín Almeyda

Puedo volar. 
En tu corazón.
Sólo por ti.
Todo vuelve.
Eres.
Perfect(Simple plan).
Ella se fue.
Vivir sin tenerte.
Yo sólo quiero.
Llegaré hasta ti.
A donde quieres ir.
Te necesito.
- 2015: Renacer

Decirte Adiós.
Felicidad.
Hasta que vuelvas.
Te propongo.
Por favor.
Renacer.
Verte bien.
Remedio.
El sol juega.
Refugiados.
Magia eterna.
La perla del alba.

## Televisión
| Año  | Programa                 | Personaje | Notas                                    | Canal   |
| ---- | ------------------------ | --------- | ---------------------------------------- | ------- |
| 2003 | La Banda de Cantaniño    | Él mismo  | Ganador y formó parte del trío Mercurio  | Telefe  |
| 2003 | Guinzburg & Kids         | Él mismo  | Se desempeñó como guitarrista y cantante | Telefe  |
| 2005 | 30 segundos de fama kids | Él mismo  | Ganador del especial melódico            | Canal 9 |